# Église Saint-Pierre-et-Saint-Paul de Camelin
Pour les articles homonymes, voir Église Saint-Pierre-et-Saint-Paul.
L'église Saint-Pierre-et-Saint-Paul est une église située à Camelin, en France.

## Description
L'église est construite sur une éminence naturelle et rehaussée grâce à un monticule artificiel, afin de dominer l'ensemble du village. Elle est construite intégralement en pierres de taille, matériau que l'on trouve en abondance sur le territoire du village.
L'église a la forme d'une croix latine, et suit à l'origine le style roman, avec sa simplicité décorative, ses contreforts et sa voûte en berceau, typiques de ce style architectural.
À cela se sont ajoutés des éléments du style gothique, avec notamment plus de décorations sur certaines parties de l’édifice, ainsi que des fenêtres en arcs brisés.
D'une manière générale, on peut dire que l'église passe du style roman au style gothique en suivant un axe Sud-Nord.
À l'intérieur se trouve une monumentale croix en fer forgé, suspendue aux colonnes de l’édifice. Il y a aussi des statues religieuses de Joseph ainsi que de la Sainte Vierge avec l’Enfant Jésus. De même, il y a une statue de Jeanne d'Arc ainsi qu'une plaque rappelant les habitants "morts pour la France". La Passion du Christ est représentée sur des petites plaquettes de part et d'autre de la nef.

## Localisation
L'église est située sur la commune de Camelin, dans le département de l'Aisne, à l'intersection de la route de Noyon et de la rue Pichemine.

## Historique
L'église primitive date du XIe siècle. De cette époque, il ne reste que la nef. L'abside date du XVIIIe siècle, le clocher du XIVe siècle.
Au XVe siècle, un incendie ravagea une grande partie de l'église primitive puisque de nombreuses reconstructions eurent lieu dans les siècles suivants : les bas-côtés datent du XVe siècle, le transept et le chœur datent du XVIIe siècle, puis l'abside a connu une réfection importante à la fin du XVIIe siècle, donnant un aspect plus gothique à la partie nord de l’édifice.
Enfin, les cloches d'origine datent du XIVe siècle, mais sont aujourd'hui peu utilisées pour les préserver. À la place, c'est une cloche du XIXe siècle qui est sonnée.
L'église a souffert de plusieurs bombardements durant la Première Guerre mondiale et a été partiellement détruite. Sa reconstruction a eu lieu dans les années 1920.
Le monument est classé au titre des monuments historiques en 1921.
En 2009, l'église a connu une nouvelle rénovation, avec notamment le nettoyage des pierres, ainsi que la réparation et l'ajout d'éléments décoratifs, telles que trois des cinq gargouilles, qui étaient détruites, et l'ajout d'une horloge.
La dernière phase des travaux a eu lieu en 2013-2014 et a consisté à mettre au jour l'ancien cimetière, en retirant les anciennes tombes en ruine et en déplaçant les ossements dans un ancien mausolée, transformé en ossuaire.

## Anecdote
Au XVIIIe siècle, l'église était tant abîmée qu'elle était littéralement en train de tomber en ruine, à tel point que le curé du village dut opérer un « bricolage » de fortune pour soutenir les murs de l’édifice, en attendant d'avoir assez de fonds de l'intendance de Soissons pour la réparer.
Dans le document ci-dessous, il met par écrit les problèmes rencontrés par la vétusté de l'église.
Nota que le Portail de Nostre Eglise Menacant Ruine par la vétusté je pris tous les soins possibles pparvenir (pour parvenir) a son entier retablissement apres plusieurs reontrances sur ce faites a mes habitans qui parurent nestre pas beaucoup touchez de cette reparation et ne sen mettre point du tout en peine nayant que leurs lumieres ne setendaient pas loin sur ce fait simaginant faussement que les fonds de la fabrique etaient assez suffisants pour en faire les frais. pour coupper court a tout leur discours je presenté ma Requeste à nostre Seigneur et intendant de Soissons qui eû la bonté de la repondre au mois d'octobre 1731 à Noÿon dans le cour de son departement ne laÿant pas trouvé chez lui à Soissons lorque je my a transporté. Ce delay mobligea de faire etayer le pignon avec de grands arbres de fresne que nous allame chercher au village de st aubin avec les laboureurs de cette paroisse qui en ont fait les charoix gratis. lhiver setant écoulé après quatre voyages à Soissons toujours inutils a cause de l'absence de monsr ? intendant je presente un seconde requeste en consequence de la premiere pr(pour) demander la visite qui accordé après pasques et daite per le Sr Mâlle architeque à Soissons en la consequence de sa visite qui fut taxé a dix livres que je payé je presente une troisieme requeste pour obtenir ladjudication suivant le procès verbal de visite laquelle ne se fit que le 23 juin 1733 veille de St Jean Baptiste ches monsr le subdelégué de soissons a quatre heures après midy ce qui fait que je ne put partir de Soissons qua huit heures du soir et ne pû arriver qua onze heures à Camelin. ladjudication est de deux milles livres. lhiver sest écoulé sans avoir pû travailler qua pasques 1733. nous passames tout lhiver sans avoir la satisfaction d'avoir la teste couvertes des neiges et des pluÿes le pignon etant fondüs depuis même le premier mercredy de Septembre 1732. les adjudicataires (ont du) decouvrir l'eglise tout entière pour en conserver la thuille la charpente etant entièrement denervée voila une partie des trancas et des peines que jay essuié pr(pour) le rétablissement de la maison de mon Dieu ce que je met icy en passant pr(pour) en donner la connaissance a ceux que me succederont qui pourront aussi avoir des réparations dans leur regne attendu que les murailles ont été beaucoup lavées par toutes les injures de laire ayant été découvertes en entiere. ayant mieux aimé souffrir tous ses glacons et les frimats que de faire interdire l'église jusqu'à que quelques fois tout le peuple etoit obligé par les grandes pluÿes de se rassembler dans les chœurs et cancelles. 
en foy de quoy jay signé ce douze juillet 1733.

Blaise Nicolas Dufrène curé